# NK Vila Velebita Zagreb
Nogometni klub Vila Velebita Zagreb bio je hrvatski nogometni klub iz Zagreba.
Klub je nastao 1932. fuzijom divljih klubova Vila i Velebit. Vila Velebita se 1938. ujedinila s Kovinarom, koji kao i Vila i Velebit, nije bio član saveza.  Vila Velebita prestaje postojati tijekom ljeta 1940. kada se spaja sa Zagorcem.